# Jean-François Roseau
Pour les articles homonymes, voir Roseau (homonymie).
Jean-François Roseau est un écrivain français, né à Paris en 1989.

## Biographie
Il a occupé le poste d'attaché culturel à l'Institut français de Vienne, en Autriche. À partir de 2024, il dirige la direction des relations internationales de la Bibliothèque nationale de France.

## Œuvres
- Au plus fort de la bataille[2],[3],[4], Paris, éditions Pierre Guillaume de Roux, 2014,  (ISBN 978-2-36371-097-0)
- La Chute d'Icare[5],[6],[7], Paris, Éditions de Fallois, 2016,  (ISBN 978-2-87706-956-4) ; Folio, 2018 (n° 6506)
- Une comédie à la française, Paris, Éditions de Fallois, 2018,  (ISBN 978-2-87706-992-2)
- La Jeune Fille au chevreau[8], Paris, Éditions de Fallois, 2020,  (ISBN 979-10-321-0240-4)
- Les Rêveries de Barbey[9], Paris, Le Cherche Midi, 2023,  (ISBN 274-91-760-0-X)

## Prix
- Prix François-Mauriac 2017 de l'Académie française pour La Chute d'Icare.
- Prix du livre corse 2017 pour La Chute d'Icare.
- Prix des Lecteurs de Levallois pour La Chute d'Icare.
- Prix Mottart 2020 de l'Académie française pour La Jeune Fille au chevreau.
- Prix Khôra-Institut de France de l'essai littéraire 2024 pour Les Rêveries de Barbey.